# Ace Frehley
Paul Daniel Frehley také Ace Frehley (* 27. dubna 1951 Bronx, New York) je americký rockový kytarista a bývalý člen americké skupiny Kiss, která byla založena v New Yorku v roce 1973. Spolu s ním ji založili Paul Stanley, Gene Simmons a Peter Criss. Hrál v ní mezi lety 1973 až 1982 a poté mezi lety 1996 až 2002.

## Začátky
Paul Daniel Frehley se narodil 27. dubna 1951 v Bronxu jako nejmladší ze tří dětí. Jeho rodiče byli Esther Anna (Hecht) (1920-2006) a Carl Daniel Frehley (1903-2000). Jeho otec pocházel z Pensylvánie a byl synem nizozemských přistěhovalců, zatímco jeho matka pocházela ze Severní Karolíny. Má sestru Nancy a bratra Charlese, klasického kytaristu.

## Hudební vzestup
Vyrůstal v Mosholu Parkway v Bronxu. V dětství rád kreslil a sportoval. Na kytaru začal hrát u svého kamaráda. Jeho bratr Charles hrál také na španělskou kytaru. Na Vánoce dostal elektrickou kytaru Zimgar. Jeho první skladbou, kterou se naučil hrát byla skladba od Hermana Hermitse Mrs. Brown You’ve Got a Lovely Daughter.[zdroj⁠?!] Zájem o hudbu ho zachránil od špatného prostředí, kde vyrůstal.
V šestnácti letech na koncertu na Manhattanu, kde vystupovali také The Who, se rozhodl pro kariéru rockové hvězdy.[zdroj⁠?!] Jejich vystoupení na něj zapůsobilo a inspirovalo jej k teatrálnímu rocku. Od roku 1965 působil ve skupině The Exterminators. Repertoár a schopnosti měli omezené. Mezi jeho kytarové idoly patřily, Jimi Hendrix, Pete Townshend, Eric Clapton a Jimmy Page.[zdroj⁠?!] Skupiny kterými prošel hrávaly skladby od skupin The Who, Cream nebo od Hendrixe. Vystupovali v barech, klubech a tanečních zábavách. V té době získal přezdívku „Ace“ (Eso). Přezdívka mu zůstala dodnes. Později působil ve skupině Cathedral. Při vystoupení na školním plese si potvrdil, že se stane profesionálním hudebníkem.[zdroj⁠?!]
Pro mnoho koncertů opustil střední školu. K jeho oblíbeným předmětům patřila matematika, přírodní vědy a výtvarná výchova.[zdroj⁠?!] Navštěvoval celkem tři různé střední školy. Z první Luteránské školy byl vyhozen údajně za svou divokost. Z druhé školy De Witt Clintona byl vyhozen za to, že si odmítl ostříhat své dlouhé vlasy. Poslední školu Theodora Roosevelta dokončil, až na přání jeho přítelkyně Jeanette Trerotolové, která se později stala jeho ženou. Po maturitě se živil se jako poslíček, stěhoval nábytek a jezdil taxíkem. V roce 1970 dostal povolávací rozkaz k armádě a měl sloužit ve Vietnamu, nakonec nebyl povolán.
Začátkem 70. let 20. století objevil inzerát ve Village Voice na volné místo kytaristy. Rozhodl se odpovědět a byl pozván na konkurz, na který přišel s jednou botou červenou a druhou oranžovou.[zdroj⁠?!] Zahráli společně pár skladeb a za dva týdny ho trio ve složení Gene Simmons, Paul Stanley a Peter Criss vzali do skupiny, která byla základem skupiny Kiss.

## Ve skupině Kiss

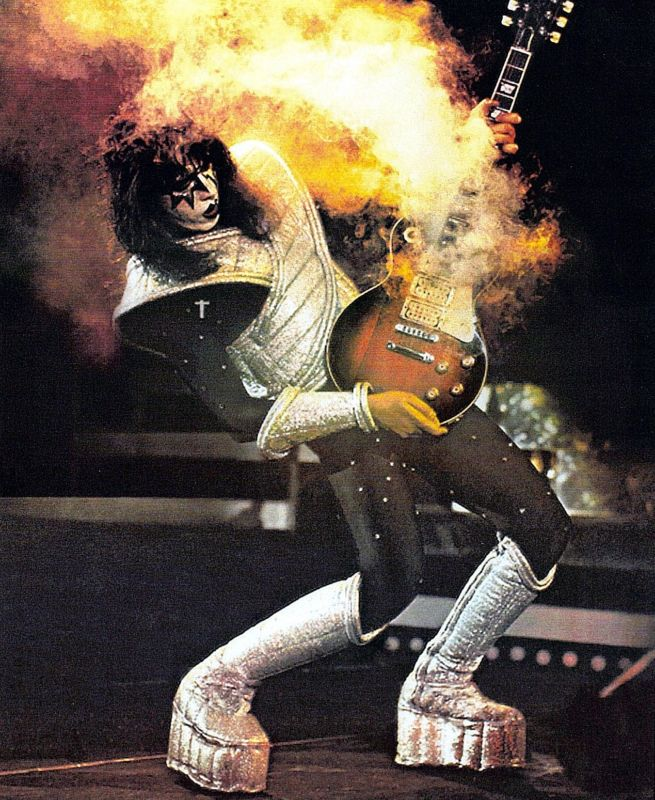
Ace Frehley v roce 1977

V roce 1973 nazvali svou novou skupinu Kiss. Pro skupinu navrhl logo s dvěma blesky. Poté se rozhodli pro komiksové masky, pod kterými budou vystupovat. On si vybral postavu Space Ace, jako cizí návštěvník z planety Jendell. Z počátku skupina neměla úspěch, proto pracoval jako taxikář na částečný úvazek. V září 1973 skupina získala manažera Billa Aucoina, který jim zajistil mzdu 75 dolarů týdně pro každého. V únoru 1974 vydali své první album Kiss na kterém napsal píseň Cold Gin, kterou zpíval Gene Simmons. Později napsal další skladby, ale zpívat začal až v písni Shock Me, která se objevila na albu Love Gun v roku 1977. V 70. letech 20. století se stal populárním kytaristou. V knize Kiss: Behind The Mask uvedl, že mnoho kytaristů jeho hraní na kytaru je inspirovalo ke hře na tento nástroj. Spolu s ostatními členy kapely Kiss vydal v roce 1978 sólové album nazvané Ace Frehley. Album se stalo nejprodávanějším ze všech čtyř sólových alb a jeho singl New York Groove (napsaný Russ Ballardem) původně nahraný kapelou Hello se umístil v Top 20 ve Spojených státech. Podílel se na dalších dvou albech skupiny Kiss. Napsal tři skladby pro album Dynasty a další tři na album Unmasked. Byl autorem stále více skladeb, ale vše se změnilo po odchodu Petera Crisse v roce 1980. Od té doby neměl ve skupině takovou autoritu a ostatní členové skupiny nesdíleli jeho názory. Eric Carr jako náhrada za Petera Crisse ve skupině neměl ještě vybudovanou autoritu. On sám se na albu Music from The Elder podílel jen minimálně, nesouhlasil s návrhem nahrávat koncepční album a oslovit producenta Boba Ezrina, kterého neměl v lásce, kvůli rozepřím v minulosti. Chtěl nahrávat přímočařejší rockové album. V dubnu 1982 měl vážnou dopravní nehodu. V květnu byl pronásledován policií na Bronx River Parkway, za překročení povolené rychlosti za což mu udělili pokutu 600 dolarů[zdroj⁠?!] a byl mu odebrán řidičský průkaz na šest měsíců. Rozhodl se skupinu Kiss opustit. Poslední vystoupení s kapelou Kiss bylo při natáčení videoklipu I Love It Loud.
Baskytarista Kiss Gene Simmons se ve své biografii o něm nevyjadřuje příliš lichotivě. Podle něj byl spolu s Petrem Crissem problematičtí členové skupiny. V biografii také zmiňuje, že po obnovení původní sestavy se musel učit všechny své party, což bylo obtížné, protože úroveň jeho hry za léta nezřízeného života značně poklesla. Pomáhal mu současný člen skupiny a tehdejší pomocník Gena Simmonse Tommy Thayer, který sóla ovládal.

## Sólová dráha/ Frehley’s Comet
Po odchodu ze skupiny Kiss s nimi občas spolupracoval do roku 1985. V roce 1984 zahájil svou sólovou dráhu se skupinou ve složení Anton Fig, bubeník, na baskytaru hrál John Regan a na kytaru a vokály měl Tod Howarth. Hráli střídavě pod jmény „Ace Frehley“ a „Frehley’s Comet“. Jejich první vystoupení proběhlo v listopadu 1984 v S.I.R. Studios ve městě New York. Po několika neúspěšných pokusech podepsat nahrávací smlouvu, kterou nakonec podepsali s Megaforce Records vydali první album „Frehley’s Comet“. Album produkoval Eddie Kramer, který v minulosti pro něho již pracoval. Album se umístilo na 43. pozici v Billboard 200 (prodalo se nejméně 500 000 kopií) a singl „Into The Night“ se umístil na 27. pozici v Mainstream Rock Tracks. Skladba „Rock Soldiers“ popisuje jeho dopravní nehodu z roku 1982. Dvě další alba skupiny již nebyla úspěšná. Dvě turné podporované Alicem Cooperem a Iron Maiden skončila předčasně z nedostatku financí. Třetí album Trouble Walkin‘ z roku 1989 bylo vydáno již pod jménem Ace Frehleyho. Tod Howarth a Jamie Oldaker se rozhodli odejít ze skupiny již před nahráváním alba a byli nahrazeni Richiem Scarletem a Sandym Slavinem. Na desce Trouble Walkin‘ také hostoval bývalý člen Kiss Peter Criss, který zazpíval několik skladeb, hlavně vokály společně se Sebastienem Bachem a s ostatními členy kapely Skid Row. Bylo to poprvé od roku 1979, co s Crissem společně spolupracovali na albu. Peter Criss se již dříve připojil k jeho skupině a tak to Crissovi oplatil na jeho albu Cat 1, kde hrál v několika písních sóla. Vzhledem k vzájemnému nepřátelství ke skupině Kiss měl s Crissem přátelské vztahy. V červenci 1995 společně vyjeli na turné, které nazvali Bad Boys Tour.

## Diskografie

### Kiss
- Kiss (18. února, 1974)
- Hotter Than Hell (22. října, 1974)
- Dressed to Kill (19. března, 1975)
- Alive! (10. září, 1975)
- Destroyer (15. března, 1976)
- Rock and Roll Over (11. listopadu, 1976)
- Love Gun (30. června, 1977)
- Alive II (29. listopadu, 1977)
- Ace Frehley (18. září, 1978)
- Dynasty (233 května, 1979)
- Unmasked (20. května, 1980)
- Music from The Elder (10. listopadu, 1981)
- Creatures of the Night (13. října, 1982)[6]
- Kiss Unplugged (12. března, 1996)
- Psycho Circus (22. září, 1998)
- Kiss Alive! 1975-2000 (21. listopadu, 2006)

### Frehley's Comet (studio & live)
- Frehley's Comet (7. července, 1987)
- Live+1 (1988)
- Second Sighting (1988)

### Sólo
- Trouble Walkin' (October 1989)
- Anomaly (2009)
- Space Invader (2014)
- Origins, Vol. 1 (2016)
- Spaceman (2018)
- Origins, Vol. 2 (2020)

### Sólo (kompilace)
- 12 Picks (1997)
- Loaded Deck (1998)
- Greatest Hits Live (24. ledna, 2006)